# Java
Java (tiếng Indonesia: Jawa, tiếng Java: ꦗꦮ; tiếng Sunda: ᮏᮝ) là một đảo của Indonesia, giáp Ấn Độ Dương ở phía nam và biển Java ở phía bắc. Với hơn 148 triệu (chỉ riêng mình đảo Java) hoặc 152 triệu (bao gồm cả cư dân của các đảo xung quanh), Java là đảo đông dân nhất thế giới, và là một trong những vùng có mật độ dân số cao nhất toàn cầu. Java là nơi sinh sống của 56,1% cư dân Indonesia. Thủ đô Jakarta của Indonesia nằm ở tây bộ của Java. Phần lớn các sự kiện lịch sử của Indonesia diễn ra tại Java. Hòn đảo là trung tâm của một số đế quốc Ấn Độ giáo-Phật giáo, vương quốc Hồi giáo hùng mạnh, và là trọng tâm của Đông Ấn Hà Lan. Java là trung tâm của cuộc đấu tranh giành độc lập cho Indonesia vào thập niên 1930 và 1940. Java chiếm ưu thế về những mặt như chính trị, kinh tế và văn hóa ở Indonesia.
Java hình thành chủ yếu là từ kết quả của những vụ núi lửa phun trào, với diện tích lớn thứ 13 thế giới và lớn thứ năm ở Indonesia. Một chuỗi các núi lửa tạo thành xương sống của đảo theo chiều đông-tây. Trên đảo có ba ngôn ngữ chính, trong đó tiếng Java chiếm ưu thế, và là ngôn ngữ bản địa của khoảng 60 triệu người tại Indonesia, hầu hết trong số họ sống tại Java. Hầu hết các cư dân trên đảo là người song ngữ, tiếng Indonesia là ngôn ngữ thứ nhất hoặc thứ hai của họ. Phần lớn cư dân Java là người Hồi giáo, tuy nhiên hòn đảo vẫn có sự hòa trộn đa dạng từ các niềm tin tôn giáo, dân tộc và văn hóa.
Java được chia thành bốn tỉnh, Tây Java, Trung Java, Đông Java và Banten; cùng với hai khu đặc biệt là Jakarta và Yogyakarta. Bốn trong số tám di sản thế giới được UNESCO công nhận của Indonesia nằm ở Java: Công viên Quốc gia Ujung Kulon, Đền Borobudur, Đền Prambanan và Di tích Sangiran Early Man.

## Từ nguyên
Nguồn gốc tên gọi "Java" không rõ ràng. Một khả năng là hòn đảo được đặt theo tên của loài jáwa-wut, loài kê này thường thấy trên đảo, và có nhiều tên gọi trước khi đảo được Ấn Độ hóa. Có những giả thuyết khác: từ jaú và các biến thể của nó có nghĩa là "xa". Bên cạnh đó, trong tiếng Phạn yava có nghĩa là đại mạch, một loài khiến cho hòn đảo trở nên nổi danh. "Yawadvipa" được đề cập đến trong sử thi sớm nhất của Ấn Độ là Ramayana. Sugriva, chỉ huy đội quân của Rama phái người của ông đến Yawadvipa, đảo Java, để tìm Sita. Java được nhắc đến trong văn bản tiếng Tamil Manimekalai cổ của Chithalai Chathanar nói rằng từng có một vương quốc ở Java với thủ đô là Nagapuram. Do vậy, ở Ấn Độ, Java còn được gọi bằng tên tiếng Phạn là "yāvaka dvīpa" (dvīpa tức là đảo). Nguồn khác thì nói rằng từ "Java" có nguồn gốc Nam Đảo nguyên thủy, có nghĩa là 'nhà' hay 'quê hương'. Hòn đảo lớn Iabadiu hay Jabadiu đã được đề cập trong Geographia của Ptolemy được sáng tác vào khoảng năm 150 CN ở Đế chế La Mã. Iabadiu được cho là có nghĩa là "đảo lúa mạch", giàu vàng và có một thị trấn bạc tên là Argyra ở cuối phía tây. Tin tức hàng năm của Songshu và Liangshu gọi Java là She-po (thế kỷ 5 SCN), He-ling (640–818), sau đó gọi lại là She-po cho đến triều đại nhà Nguyên (1271–1368), nơi họ bắt đầu đề cập đến Zhao-Wa (爪哇). Theo sách của Ma Huan (Yingya Shenlan), người Trung Quốc gọi Java là Chao-Wa, và hòn đảo này được gọi là 阇婆 (She-pó hoặc She-bó) trong quá khứ. Sulaiman al-Tajir al-Sirafi đã đề cập đến hai hòn đảo đáng chú ý ngăn cách Ả Rập và Trung Quốc: Một là Al-Rami dài 800 farsakh, được xác định là Sumatra, và hòn đảo kia là Zabaj (tiếng Ả Rập: الزابج, tiếng Indonesia: Sabak). Khi John của Marignolli trở về Avignon từ Trung Quốc, ông đã ở lại Vương quốc Saba trong vài tháng, nơi ông nói rằng có nhiều voi và được dẫn dắt bởi một nữ hoàng; Saba có thể là cách diễn giải của anh ấy về She-bó. Afanasij Nikitin, một thương gia từ Tver, Nga, đến Ấn Độ vào năm 1466 và mô tả vùng đất Java, mà ông gọi là шабайте (shabait / šabajte).

## Địa lý

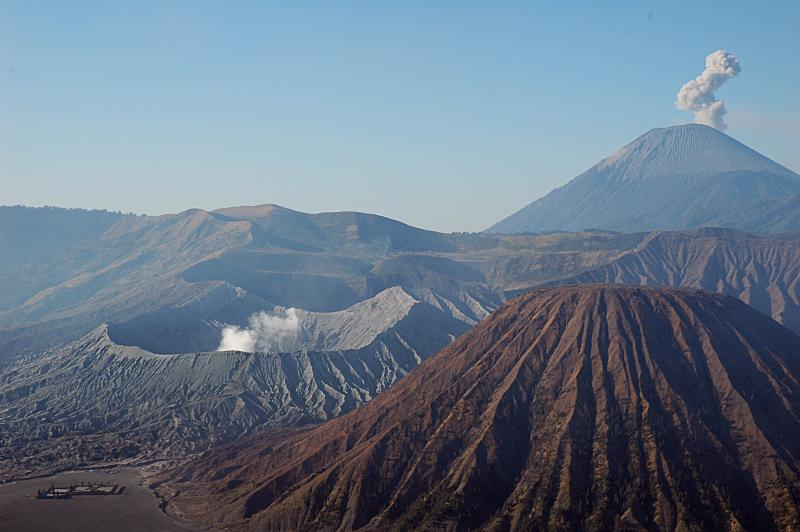
Núi Semeru và Bromo tại Đông Java

Java nằm giữa Sumatra ở phía tây và Bali ở phía đông. Borneo nằm ở phía bắc và đảo Christmas ở phía nam. Đây là đảo có diện tích lớn thứ 13 trên thế giới. Bao quanh đảo Java là biển Java ở phía bắc, eo biển Sunda ở phía tây, Ấn Độ Dương ở phía nam và eo biển Bali cùng eo biển Madura ở phía đông.
Java gần như hoàn toàn có nguồn gốc núi lửa; đảo có 38 ngọn núi tạo thành một xương sống theo chiều đông-tây từng một thời hay vào các thời điểm khác nhau là núi lửa hoạt động. Núi lửa cao nhất tại Java và núi Semeru (3.676 m). Núi lửa hoạt động nhất tại Java cũng như tại Indonesia là núi Merapi (2,968 m).
Với việc có nhiều núi và cao nguyên, vùng nội địa của đảo bị phân chia thành một loạt các khu vực tương đối biệt lập phù hợp với canh tác lúa nước; các vùng đất trồng lúa tại Java nằm trong số những vùng đất tốt nhất thế giới. Java là nơi đầu tiên ở Indonesia trồng cà phê, bắt đầu từ năm 1699. Hiện nay, Cà phê chè được trồng trên Cao nguyên Ijen.

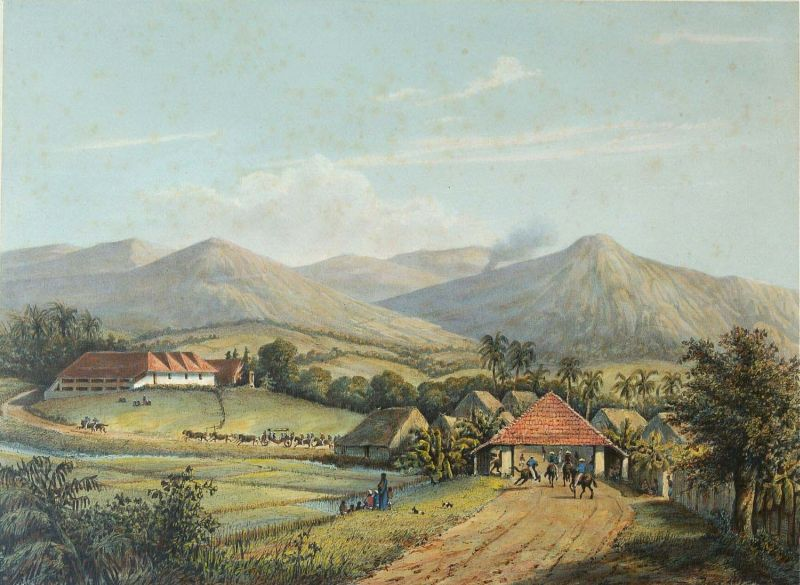
Cao nguyên Parahyangan gần Buitenzorg, khoảng 1865-1872

Java có diện tích xấp xỉ 139.000 km². với chiếu dài 650 mi (1.050 km) và chiều rộng 130 mi (210 km). Sông dài nhất trên đảo là sông Solo dài 600 km. Sông bắt nguồn từ trung bộ Java tại núi Lawu, sau đó chảy về phía bắc và phía đông đến cửa sông gần thành phố Surabaya.
Nhiệp độ trung bình năm tại Java là từ 22 °C đến 29 °C và độ ẩm trung bình là 75%. Đồng bằng ven biển phía bắc thường nóng hơn trung bình 34 °C vào mùa khô. Bờ biển phía nam thường mát mẻ hơn phía bắc, khu vực cao nguyên ở nội địa cũng mát hơn. Mùa mưa bắt đầu vào tháng 10 và kết thúc vào tháng 4, khi đó mưa chủ yếu là vào buổi chiều và không liên tục vào những khoảng thời gian khác trong năm, tháng ẩm ướt nhất là tháng 1 và tháng 2.
Tây Java ẩm ướt hơn Đông Java, và các vùng núi nhận được lượng mưa lớn hơn. Cao nguyên Parahyangan ở Tây Java có lượng mưa lên tới 4.000 mm hàng năm, trong khi bờ biển phía bắc của Đông Java có lượng mưa 900 mm mỗi năm.

## Hành chính
Đảo Java bao gồm thủ đô của Indonesia là Jakarta. Java là một hòn đảo đông đân cư, đây là nơi sinh sống của tới 60% dân cư nước này.
Với một diện tích 126.700 km² hòn đảo là nơi sinh sống của 124 triệu người, đạt mật độ 981 người /km², đây là khu vực có dân cư đông thứ 2 trên thế giới chỉ sau Bangladesh, ngoại trừ một vài thành phố nhỏ.
Từ thập niên 70 của thế kỷ 20, chính phủ nước này đã thực hiện chương trình di cư, di chuyển một phần dân cư từ hòn đảo này sang các hòn đảo khác ít người hơn. Tuy nhiên, chương trình này đã vấp phải những khó khăn lớn như sự xung đột giữa người mới đến và người bản địa.

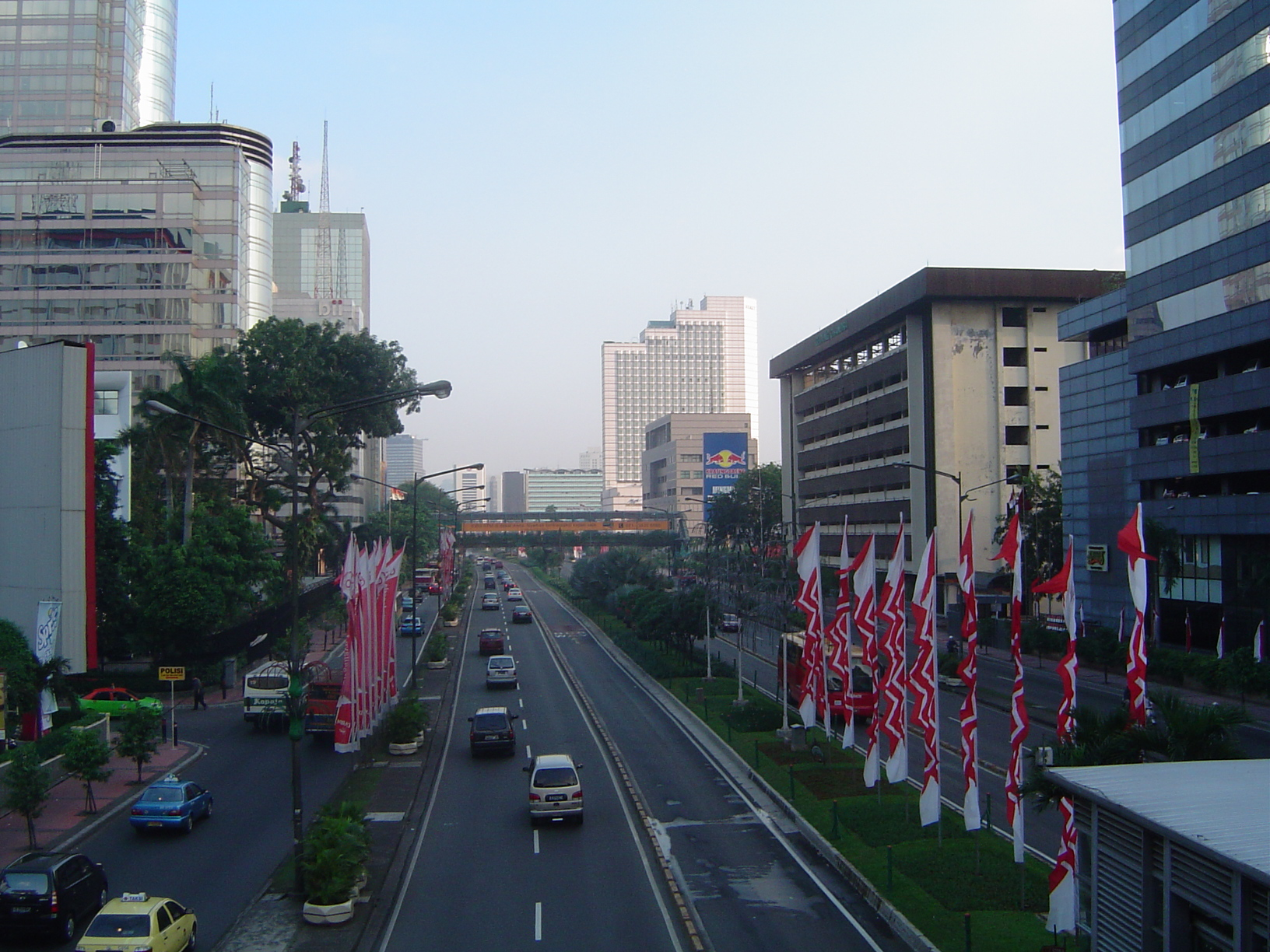
Trung tâm thủ đô Jakarta

Hòn đảo này được chia làm bốn tỉnh, một đặc khu* (daerah istimewa), và một thành phố thủ đô** (daerah khusus ibukota):
- Banten
- Jakarta**
- Jawa Barat (Tây Java)
- Jawa Tengah (Trung Java)
- Jawa Timur (Đông Java)
- Yogyakarta*

## Lịch sử

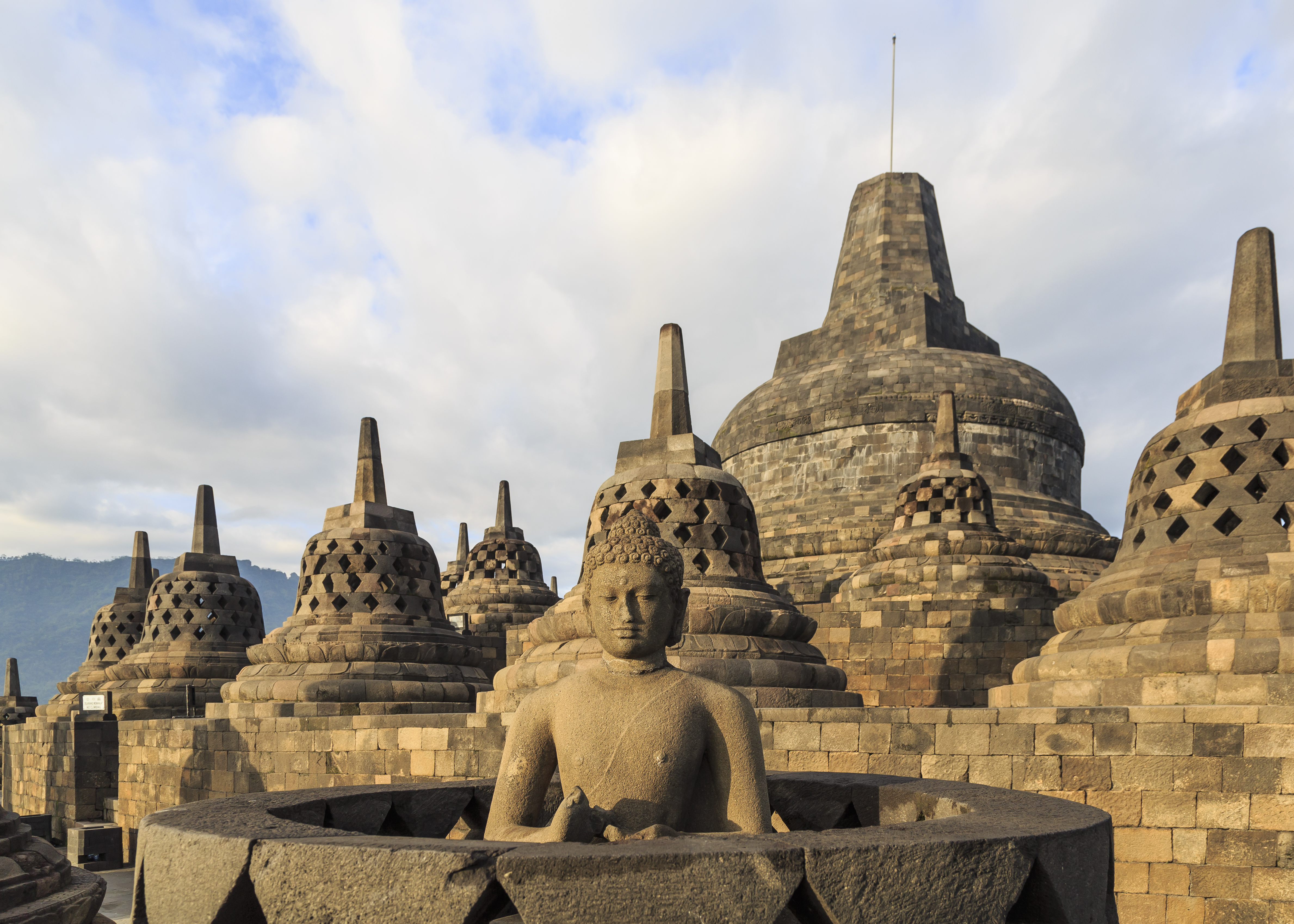
Đền tháp Phật giáo Borobudur tại Trung Java có từ thế kỷ 9

Các di cốt hoá thạch của Homo erectus, hay còn gọi là "người vượn Java", có niên đại 1,7 triệu năm được tìm thấy dọc theo bờ sông Bengawan Solo. Các vương quốc Taruma và Sunda tại miền tây Java lần lượt xuất hiện vào thế kỷ 4 và 7, còn Vương quốc Kalingga phái sứ giả sang Trung Quốc từ năm 640.:53,79 Tuy nhiên, quốc gia quân chủ lớn đầu tiên là Vương quốc Medang, được thành lập tại miền trung Java vào đầu thế kỷ 8. Tôn giáo của Medang có trọng tâm là vị thần Shiva của Ấn Độ giáo, và vương quốc này cho xây dựng một số đền thờ Ấn Độ giáo thuộc hàng sớm nhất tại Java trên cao nguyên Dieng. Khoảng thế kỷ 8, Vương triều Sailendra nổi lên tại đồng bằng Kedu và bảo trợ cho Phật giáo Đại thừa. Vương quốc cổ đại này cho xây dựng các công trình lớn như Borobudur và Prambanan tại miền trung Java.
Khoảng thế kỷ 10, trung tâm quyền lực chuyển từ miền trung đến miền đông Java. Các vương quốc Kediri, Singhasari và Majapahit tại khu vực này chủ yếu dựa vào trồng lúa, song cũng tiến hành mậu dịch trong quần đảo Indonesia, với Trung Quốc và Ấn Độ. Majapahit do Wijaya thành lập:201 và người cai trị cuối cùng là Hayam Wuruk (cai trị 1350–89), vương quốc này yêu sách chủ quyền đối với toàn bộ quần đảo Indonesia, song phạm vi kiểm soát có vẻ như chỉ giới hạn tại Java, Bali và Madura. Tể tướng của Hayam Wuruk là Gajah Mada lãnh đạo nhiều cuộc chinh phục lãnh thổ của vương quốc này.:234 Các vương quốc trước đó tại Java có cơ sở là nông nghiệp, song Majapahit nắm quyền kiểm soát các bến cảng và tuyến hàng hải, trở thành đế quốc thương nghiệp đầu tiên của Java. Đến khi Hayam Wuruk qua đời và Hồi giáo truyền bá đến Indonesia thì Majapahit bước vào suy thoái.:241
Hồi giáo trở thành tôn giáo chi phối tại Java vào cuối thế kỷ 16. Trong giai đoạn này, các vương quốc Hồi giáo như Demak, Cirebon và Banten chiếm ưu thế. Vương quốc Mataram trở thành cường quóc chi phối tại miền trung và miền đông Java vào cuối thế kỷ 16. Các vương quốc Surabaya và Cirebon cuối cùng bị khuất phục, do đó chỉ còn Mataram và Banten đương đầu với người Hà Lan vào thế kỷ 17.

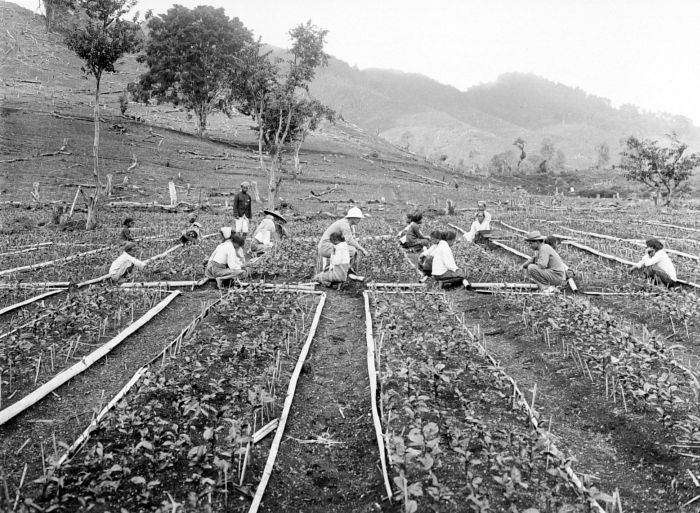
Đồn điền trà tại Java trong thời kỳ thuộc địa, khoảng năm 1926

Java tiếp xúc với các cường quốc thực dân châu Âu từ năm 1522 khi có một hiệp định giữa Vương quốc Sunda va người Bồ Đào Nha tại Malacca. Sau thất bại, người Bồ Đào Nha chỉ hiện diện tại Malacca và các quần đảo phía đông. Năm 1596, một đoàn viễn chinh gồm bốn tàu dưới quyền Cornelis de Houtman là lần tiếp xúc đầu tiên giữa Hà Lan và Indonesia. Đến cuối thế kỷ 18, Hà Lan đã bành trướng ảnh hưởng của mình đến các vương quốc tại nội lục thông qua Công ty Đông Ấn Hà Lan tại Indonesia. Xung đột nội bộ cản trở người Java hình thành liên minh hiệu quả để chống lại Hà Lan. Tàn dư của Mataram tồn tại với vị thế là các thân vương quốc Surakarta (Solo) và Yogyakarta. Các quốc vương người Java vẫn cai trị, và được người Hà Lan giúp duy trì tàn dư của tầng lớp quý tộc Java bằng việc xác nhận họ là quan chức địa phương trong chính quyền thực dân.
Vai trò lớn của Java trong giai đoạn đầu của thời thuộc địa là nơi sản xuất lúa gạo. Tại các đảo sản xuất gia vị như Banda, gạo được nhập khẩu đều đặn từ Java nhằm đáp ứng sự thiếu hụt thực phẩm. Trong giai đoạn Các cuộc chiến tranh của Napoléon tại châu Âu, Hà Lan thất thủ trước Pháp, số phận của Đông Ấn Hà Lan cũng tương tự. Dưới chính quyền Daendels ngắn ngủi, với tư cách được Pháp uỷ nhiệm, việc xây dựng đường bưu chính lớn Java được bắt đầu vào năm 1808. Đường này kéo dài từ Anyer tại miền tây Java đến Panarukan tại miền đông Java, có vai trò là một tuyến tiếp tế quân sự và được sử dụng để phòng thủ Java trước nguy cơ bị Anh xâm lăng. Năm 1811, Java bị Anh chiếm lĩnh, trở thành một thuộc địa của Đế quốc Anh, và Stamford Raffles được bổ nhiệm làm thống đốc của đảo. Năm 1814, Java được trao lại cho Hà Lan theo các điều khoản của Hiệp định Paris.
Năm 1815, có thể có khoảng 5 triệu người tại Java. Trong nửa sau của thế kỷ 18, tình trạng dân số tăng nhanh bắt đầu tại các huyện dọc theo bờ biển phía bắc miền trung Java, và sang thế kỷ 19 thì dân số tăng nhanh trên khắp đảo. Các yếu tố khiến dân số tăng mạnh bao gồm ảnh hưởng từ chế độ cai trị thực dân của Hà Lan, như kết thúc nội chiến tại Java, gia tăng diện tích canh tác lúa, và việc du nhập các cây lương thực như sắn và ngô khiến có thể cung ứng đủ lương thực cho cư dân. Những yếu tố khác là thuế cao và gia tăng công việc theo hệ thống trồng trọt, khiến các cặp cha mẹ sinh nhiều con hơn với hy vọng tăng khả năng nộp thuế và mua hàng hoá của gia đình. Bệnh tả được cho là đã khiến 100.000 người thiệt mạng tại Java vào năm 1820.
Chủ nghĩa dân tộc Indonesia ban đầu có cơ sở tại Java vào đầu thế kỷ 20, và cuộc đấu tranh nhằm đảm bảo độc lập của quốc gia sau Chiến tranh thế giới thứ hai cũng có trung tâm tại Java. Năm 1949, Indonesia được độc lập, và đảo trở thành địa phương chi phối về sinh hoạt xã hội, chính trị và kinh tế của toàn quốc, song điều này cũng khiến nhiều cư dân tại các đảo khác phật ý.

## Nhân khẩu
Tôn giáo ở Java (2022)

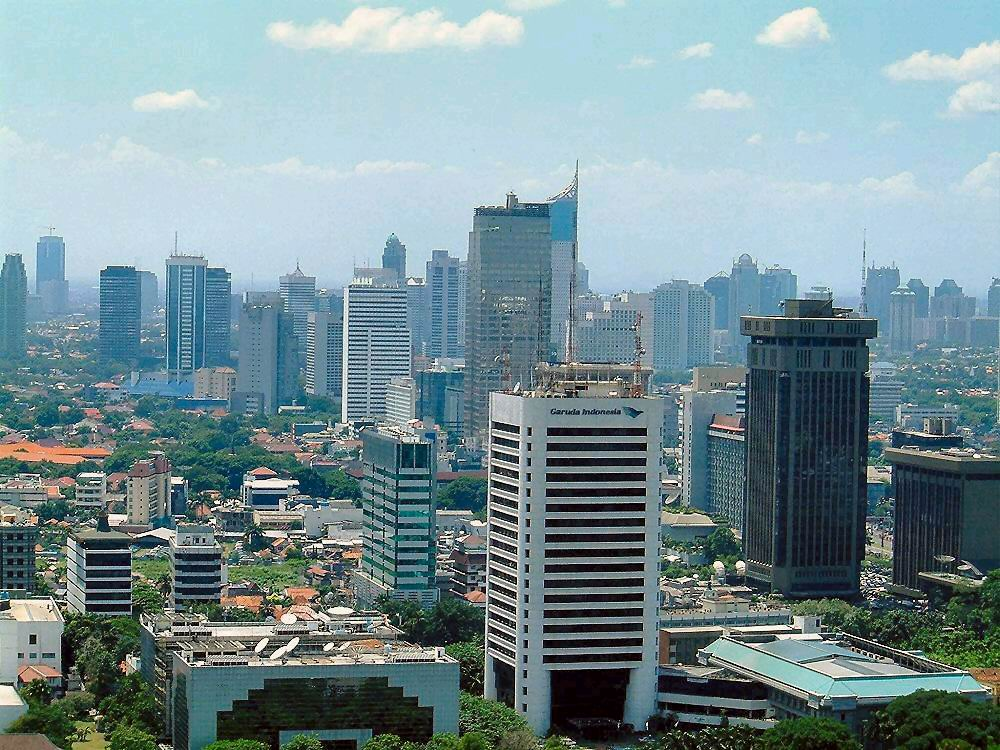
Jakarta là thủ đô của Indonesia.

Theo điều tra nhân khẩu năm 2015, Java có 145 triệu cư dân (bao gồm cả Madura), ước tính vào năm 2014 là 143,1 triệu (bao gồm Madura), Java là đảo đông dân nhất trên thế giới và là nơi cư trú của 57% dân số Indonesia. Mật độ dân số trên đảo là hơn 1.100 người/km² vào năm 2014, do đó Java còn là một trong những nơi có dân cư dày đặc nhất thế giới, ngang với Bangladesh. Các khu vực trên đảo đều có nhiều núi lửa, cư dân chia sẻ những vùng đất bằng phẳng hơn còn lại. Do đó, nhiều khu vực duyên hải có đông dân cư, và các thành phố nằm vây quanh các thung lũng giữa các đỉnh núi lửa.
Mức tăng trưởng dân số cao khiến Trung Java trì trệ trong giai đoạn 2010–2015, gây ra tình trạng di cư và các vấn đề khác, ngoài ra còn có các vụ phun trào núi lửa trong giai đoạn trước đó. Khoảng 45% dân số Indonesia là người Java, còn người Sunda cũng chiếm một phần lớn trong thành phần dân cư đảo Java.
Kể từ thập niên 1970 cho đến khi chế độ Suharto sụp đổ vào năm 1998, chính phủ Indonesia thi hành các chương trình chuyển cư nhằm mục đích tái định cư cư dân Java đến các đảo thưa dân của Indonesia. Chương trình này có kết quả khác nhau, đôi khi gây ra xung đột giữa người bản địa và những người định cư mới đến. Tuy thế, nó khiến tỷ lệ của cư dân Java trong tổng dân số Indonesia bị giảm dần.
Phần phía tây của đảo (Tây Java, Banten và Jakarta) có mật độ dân số cao hơn, gần 1.500 người/km². Khu vực này có ba vùng đô thị là Đại Jakarta (với các vùng ngoại vi của Đại Serang và Đại Sukabumi), Đại Bandung và Đại Cirebon. Jakarta và vùng ngoại vi có cư dân đến từ khắp đất nước. Đông Java có dân tộc Bali, cùng với lượng lớn người Madura do đây vốn là cộng đồng nghèo nàn.
| Tỉnh hoặc đặc khu                | Thủ phủ    | Diện tích km² | Diện tích % | Dân số (2000) | Dân số (2010) | Dân số (2015) | Mật độ (2015) |
| -------------------------------- | ---------- | ------------- | ----------- | ------------- | ------------- | ------------- | ------------- |
| Banten                           | Serang     | 9.662,92      | 7,1         | 8.098.277     | 10.632.166    | 11.934.373    | 1.235         |
| Jakarta                          | –          | 664,01        | 0,5         | 8.361.079     | 9.607.787     | 10.154.134    | 15.292        |
| Tây Java                         | Bandung    | 35.377,76     | 27,1        | 35.724.093    | 43.053.732    | 46.668.224    | 1.319         |
| Miền Tây Java (3 khu vực trên)   |            | 45.704,69     | 34,7        | 52.183.449    | 63.293.685    | 68.756.731    | 1.504         |
| Trung Java                       | Semarang   | 32,800.69     | 25.3        | 31,223,258    | 32,382,657    | 33,753,023    | 1,029         |
| Yogyakarta                       | Yogyakarta | 3.133,15      | 2,4         | 3.121.045     | 3.457.491     | 3.675.768     | 1.173         |
| Miền Trung Java (2 khu vực trên) |            | 35.933,84     | 27,7        | 34.344.303    | 35.840.148    | 37.428.791    | 1.041         |
| Đông Java                        | Surabaya   | 47.799,75     | 37,3        | 34.765.993    | 37.476.757    | 38.828.061    | 812           |
| vùng Java                        | Jakarta    | 129.438,28    | 100%        | 121.293.745   | 136.610.590   | 145.013.583   | 1.120         |
| Đảo Madura của Đông Java         | –          | 5.025,30      | 3,3         | 3.230.300     | 3.622.763     | 3.724.545**   | 741**         |
| Đảo Java1)                       | –          | 124.412,98    | 96.7        | 118.063.445   | 132.987.827   | 141.300.000** | 1.136**       |

1) Số liệu bao gồm các đảo khác, song chúng có diện tích và dân số rất nhỏ, với khoảng 90.000 người.
2) Diện tích đất liền của các tỉnh theo điều tra năm 2010, có thể khác so với số liệu trước đó.
3) Điều tra sơ bộ năm 2015 chỉ được công bố theo đơn vị hành chính cấp một.

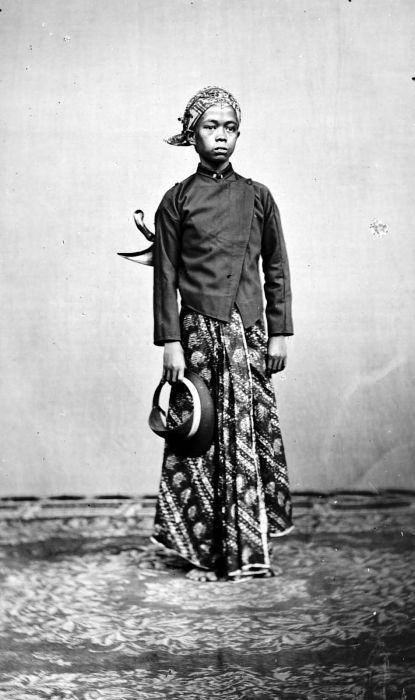
Một thiếu niên mặc trang phục truyền thống của người Java khoảng năm 1913, gồm khăn trùm đầu blangkon, sarong batik và kèm với kris.

Mặc dù có dân số lớn và điều này tương phản với các đảo lớn khác tại Indonesia, song Java tương đối đồng nhất về thành phần dân tộc. Chủ yếu có hai dân tộc bản địa trên đảo là người Java và người Sunda. Người Madura vốn cư trú tại đảo Madura ngay ngoài khơi bờ biển đông bắc của đảo Java, và họ nhập cư đến Đông Java với số lượng lớn từ thế kỷ 18. Người Java chiếm khoảng hai phần ba số cư dân trên đảo, còn người Sunda và Madura lần lượt chiếm 20% và 10%. Nhóm thứ tư là người Betawi, họ nói một phương ngữ của tiếng Mã Lai và là hậu duệ của cư dân sống quanh Batavia từ khoảng thế kỷ 17. Người Betawi là dân tộc lai, có nguồn gốc từ các dân tộc khác nhau trên quần đảo Indonesia như Mã Lai, Java, Sunda, Bali, Minang, Bugis và kết hợp với các dân tộc bên ngoài như người Bồ Đào Nha, Hà Lan, Ả Rập, Hoa và Ấn được đưa đến hoặc bị thu hút đến Batavia để đáp ứng nhu cầu lao động. Họ có đặc trưng về văn hoá và ngôn ngữ so với người Sunda và Java xung quanh.

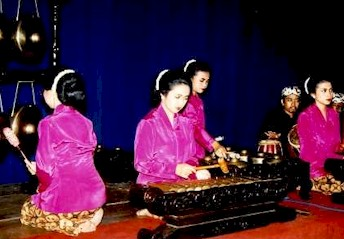
Các nhạc công Gamelan người Sunda

Trường thi (kakawin) Tantu Pagelaran của người Java giải thích về nguồn gốc của đảo và tính chất núi lửa tại đây. Bốn khu vực văn hoá lớn trên đảo là kejawen hay khu trung tâm của người Java, duyên hải phía bắc là khu vực pasisir, vùng đất của người Sunda tại Tây Java, và đầu phía đông của đảo hay còn gọi là Blambangan. Madura tạo thành khu vực thứ năm, đảo này có quan hệ mật thiết về văn hoá với vùng duyên hải Java. Văn hoá kejawen Java có tính chất chi phối nhất, tàn dư chế độ quý tộc Java có căn cứ tại đây, và đây là khu vực quê hương của đa phần tầng lớp tinh hoa quân sự, kinh doanh và chính trị Indonesia. Văn hoá, nghệ thuật và nghi lễ của khu vực này được cho là lịch sự và mẫu mực nhất trên đảo. Lãnh thổ kéo dài từ Banyumas tại phía tây qua đến Blitar tại phía đông và bao gồm vùng đất nông nghiệp phì nhiêu và dân cư dày đặc nhất toàn quốc.
Phần tây nam của tỉnh Trung Java thường được gọi là khu vực Banyumasan, tại đây diễn ra sự pha trộn về văn hoá; văn hoá Java và văn hoá Sunda được hợp thành văn hoá Banyumas. Tại các thành phố thủ phủ của miền Trung Java là Yogyakarta và Surakarta, các vị quân chủ đương đại có tổ tiên là triều đại Hồi giáo thời tiền thuộc địa, khiến cho các địa phương này là kho tàng kiên cố về văn hoá Java cổ điển. Các nghệ thuật cổ điển của Java gồm có âm nhạc gamelan và múa rối wayang.
Java là nơi có nhiều vương quốc có ảnh hưởng tại Đông Nam Á, và do đó, nhiều tác phẩm văn học có tác giả là người Java. Chúng gồm có Ken Arok và Ken Dedes, truyện về đứa trẻ mồ côi đã tiếm vị quốc vương, kết hôn với vương hậu của vương quốc Java cổ đại; và các bản dịch của Ramayana và Mahabharata. Pramoedya Ananta Toer là một tác giả đương đại nổi bật của Indonesia, ông viết nhiều chuyện dựa trên các trải nghiệm khi trưởng thành tại Java, và có nhiều yếu tố từ văn học dân gian và truyền thuyết lịch sử Java.

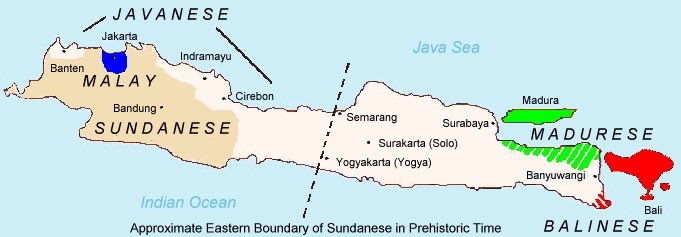
Ngôn ngữ tại Java (Tiếng Java có màu trắng). "Malay" chỉ Betawi.

Ba ngôn ngữ chính được nói tại Java là tiếng Java, tiếng Sunda và tiếng Madura. Các ngôn ngữ khác là Betawi (một phương ngữ Mã Lai địa phương tại khu vực Jakarta), [tiếng [Osing|Osing]], Banyumasan, và Tengger (liên hệ mật thiết với tiếng Java), Baduy (liên hệ mật thiết với tiếng Sunda), Kangean (liên hệ mật thiết với tiếng Madura), và Bali. Đại đa số cư dân cũng nói tiếng Indonesia, thường là như ngôn ngữ thứ hai.
Ảnh hưởng từ Ấn Độ đến sớm nhất, tín ngưỡng Shiva và Phật giáo bén rễ sâu sắc trong xã hội Java, pha trộn với truyền thống và văn hoá bản địa Hiện nay, trên đảo vẫn còn các khu vực theo Ấn Độ giáo nằm rải rác, có một cộng đồng Ấn Độ giáo lớn dọc theo bờ biển phía đông gần Bali, đặc biệt là quanh thị trấn Banyuwangi. Hồi giáo đến Java sau Ấn Độ giáo, hiện nay hơn 90% dân số Java là người Hồi giáo. Tồn tại phân biệt giữa santri, tức những người tin rằng họ chính thống hơn về đức tin và hành lễ Hồi giáo, với abangan, tức người pha trộn các khái niệm thuyết vật linh và Ấn Độ giáo từ trước đó và tiếp nhận hời hợt đức tin Hồi giáo. Ngoài ra, còn có các cộng đồng Cơ Đốc giáo, chủ yếu là tại các thành phố lớn. Phật giáo cũng hiện diện trong thành phố lớn, tín đồ chủ yếu là người Hoa.